# 12537 Kendriddle
12537 Kendriddle è un asteroide della fascia principale. Scoperto nel 1998, presenta un'orbita caratterizzata da un semiasse maggiore pari a 2,2741465 au e da un'eccentricità di 0,1401292, inclinata di 5,60883° rispetto all'eclittica.
L'asteroide è dedicato alla studentessa statunitense Kendra LeeAnn Riddle.